# Daniel Gabriel Fahrenheit

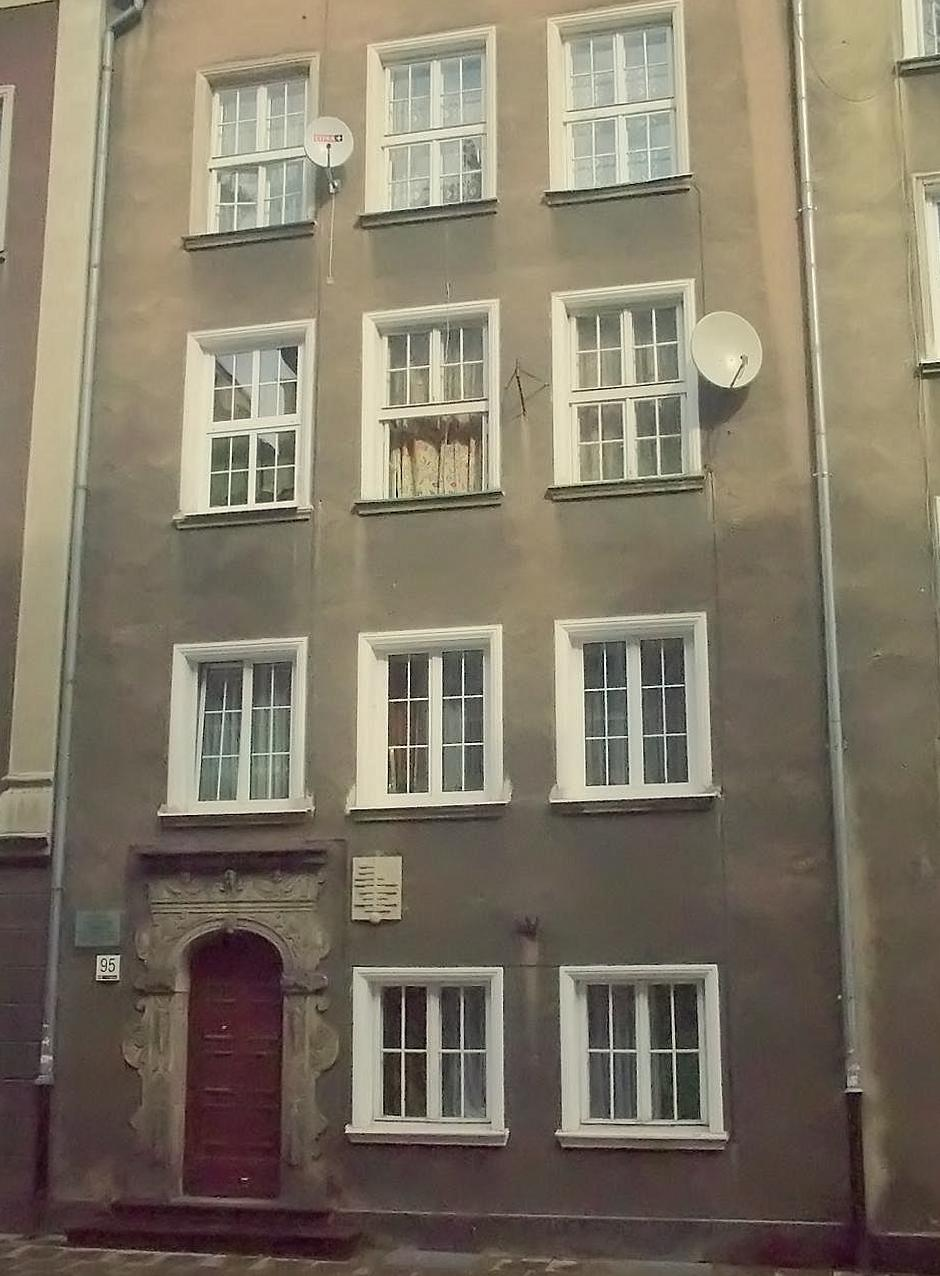
Fahrenheit szülőháza

Daniel Gabriel Fahrenheit (Gdańsk, 1686. május 24. -  Hága, 1736. szeptember 16.) német fizikus.

## Életpályája
Érdeklődése a kereskedői pálya helyett csakhamar a gyakorlati természettudományok felé fordult. Nemsokára teljesen természettudományi kutatásokra adta magát és a hőmérők készítésében különösen nagy ügyességre tett szert. Az ő hőmérői voltak az első összehasonlítható hőmérők. Hőmérőit 1714-15-ig borszesszel, ezentúl pedig higannyal töltötte. A Fahrenheit után elnevezett hőmérőbeosztást még ma is használják, főleg az angolok és amerikaiak. Hőmérőbeosztásnál Fahrenheit a fagypontot 32-vel jelölte, 0-val pedig azt a pontot, amely az 1709. évi leghidegebb hőmérsékletnek felel meg; a normális emberi testhőmérséklet 96 fok. A most róla elnevezett beosztást csak később, sőt amint azt több adat valószínűvé teszi, csak Ole Rømer ösztönzésére alkalmazta. E szerint a fagypont szintén 32-vel van jelölve, a forrpont pedig 212 fok. Fahrenheit életének legnagyobb részét Angliában és Hollandiában töltötte és leginkább barométerek és termométerek készítésével foglalkozott. Ő volt az első, aki a vizet a fagypont alá hűtötte, anélkül, hogy az megfagyott volna; továbbá neki köszönhetjük az első használható súly-aerométert és termo-barométert. Fahrenheit a Royal Society tagja volt. Hollandiában halt meg.

## Főbb írásai
- Experiments concerning the degrees of heat of boiling liquors (Phil. Trans. 1724).
- Experiments and observations on the freezing of water in vacuo (uo.),
- The description and use of a new areometer (uo.).